# Nubia Villacís
Nubia Villacís Díaz (Tabiazo, 17 gennaio 1944 – Tabiazo, 10 luglio 2008) è stata una cestista ecuadoriana.

## Carriera
Con l'Ecuador ha disputato i Campionati del mondo del 1971.